# Ramón Baglietto
Ramón Baglietto Martínez (Bilbao, 6 de enero de 1936 - Azcoitia, 12 de mayo de 1980) fue un político español, concejal de UCD en el Ayuntamiento de Azcoitia, y asesinado por la organización terrorista ETA militar el 12 de mayo de 1980.

## Biografía
Nacido en Bilbao el 6 de enero de 1936, Ramón Baglietto era miembro de Unión de Centro Democrático, partido con el que había sido teniente de alcalde y que ostentaba el gobierno del país. Baglietto era dueño de una tienda de muebles en Elgóibar. En el momento de su asesinato tenía dos hijos de 9 y 13 años y era, al igual que su hermana Nieves, concejal del ayuntamiento de Azcoitia.
El 12 de mayo de 1980, se encontraba saliendo de Elgóibar con su Seat 127 cuando un Seat 131 ocupado por Kándido Azpiazu Beristain y José Ignacio Zuazolazigorraga Larrañaga se puso a su altura y éstos le dispararon con una ametralladora y una pistola. Su vehículo se empotró contra un árbol, y Azpiazu se bajó del 131 y le remató con un disparo en la cabeza. Los terroristas emprendieron la huida y abandonaron el vehículo, pero fueron detenidos cinco días más tarde por los cuerpos de seguridad.
Curiosamente, Baglietto había salvado de morir atropellado por un camión a Azpiazu cuando éste era un niño, en un accidente en el que fallecieron la madre y un hermano del terrorista. Cuatro años más tarde también fue asesinado en Azcoitia José Larrañaga Arenas, el mejor amigo de Baglietto, a quien, curiosamente, habían intentado asesinar también el día antes de que terminasen con él.
Kándido Azpiazu fue condenado a 49 años y dos meses de prisión, pero en 1990 le fue concedida la libertad condicional. Azpiazu compró un local y montó una cristalería en los bajos del edificio de Azcoitia donde vivían la viuda y los dos hijos de Baglietto.
La viuda de Baglietto, Pilar Elías, se unió a las listas del Partido Popular para las elecciones municipales, y fue (desde 1995 hasta las elecciones de mayo de 2011, en las que no resultó elegida) concejal del ayuntamiento de Azcoitia. Su hermana Nieves Baglietto, abandonó el País Vasco ante las amenazas a que fue sometida por grupos violentos.